# Biologický boj

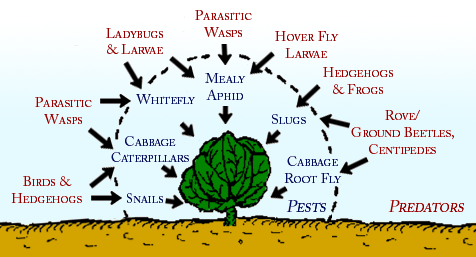
Ilustrace biologického boje proti škůdcům zelí (anglicky)

Biologický boj je v zemědělství způsob boje proti škůdcům všeho druhu, a to využitím jejich predátorů, parazitů, spásačů či jiných přirozených nepřátel. Velmi často se biologického boje využívá v integrované ochraně proti škůdcům.
Účinnými přirozenými nepřáteli mohou být patogenní bakterie a jiné mikroorganismy, hmyz, různí hlísti, a podobně.